# Lega Nazionale B (tennistavolo)
La Lega Nazionale B è la serie cadetta del campionato svizzero maschile di tennistavolo.

## Storia

### Denominazioni
- dal ????: Lega Nazionale B

## Partecipanti stagione 2012-2013

### Gruppo 1
- CTT Bulle 1
- CTT UGS-Chênois 1
- CTT Cortaillod 1
- CTT ZZ-Lancy 1
- TTC Lenzburg 1
- TTC Ostermundigen 1
- CTT Vevey 1
- CTT Veyrier 1

### Gruppo 2
- TTC Bremgarten 1
- TTC Neuhausen 2
- TTC Rio-Star Muttenz 2
- STT Riva San Vitale 1
- TTC Schenkon 1
- TTC Wädenswil 1
- TTC Wil SG 2
- TTC Young Stars ZH 1